# ISO 3166-2:SX
ISO 3166-2:SX – kody ISO 3166-2 dla Sint Maarten.
Kody ISO 3166-2 to część standardu ISO 3166 publikowanego przez Międzynarodową Organizację Normalizacyjną. Kody te są przypisywane głównym jednostkom podziału administracyjnego, takim jak np. województwa czy stany, każdego kraju posiadającego kod w standardzie ISO 3166-1. 
Aktualnie (2017) dla Sint Maarten nie zdefiniowano kodów dla podjednostek administracyjnych, a Sint Maarten jako autonomiczny kraj (terytorium zależne) wchodzący w skład Holandii, ma dodatkowo kod ISO 3166-2:NL wynikający z podziału terytorialnego tego państwa NL-SX.